# Бутор (село)
Бутор — село в Григориопольском районе непризнанной Приднестровской Молдавской Республики. Административный центр Буторского сельсовета, куда помимо села Бутор также входит село Индия. Слово «буторы» происходит от турецкого «бутуругэ» — «пень».

## География
Площадь села – около 4.21 км2, периметр – 8.44 км. В состав коммуны входят населенные пункты Буторы и Индия. Село расположено на расстоянии 15 км от Григориополя и в 30 км от Тирасполя. Первое документальное упоминание о селе Буторы датировано 1773 годом.

## Население
| Год      | Население |
| -------- | --------- |
| 2000 год | 3 640     |
| 2004 год | 3 275     |
| 2015 год | 2 509     |

## История
Первое документальное упоминание о селе Буторы датировано 1773 годом. Оно было основано молдаванами с правого берега Днестра, которые покинули свои дома из-за непомерных налогов и обосновались в Левобережье Днестра. В 1773 году упоминается церковь Архангела Михаила.
В 1775 году здесь проживало 554 крестьянина. К 1820 году в Буторах насчитывалось 200 дворов, а в середине века в селе было уже 268 хозяйств с 1491 жителем.
В 1870 году открылась первая школа, в которой сельские дети обучались грамоте.
До 1974 года называлось Буторы.
В советский период здесь был организован колхоз им. Куйбышева, а также совхоз Горький.
В селе открылись восьмилетняя школа, клуб с киноустановкой, библиотека, ателье бытового обслуживания населения, почтовое отделение, детский сад, магазин.
Есть футбольный клуб "Заря"